# ポーランドの貴族
『ポーランドの貴族』（蘭: Een poolse edelman, 英: A Polish nobleman）は、オランダ黄金時代の巨匠レンブラント・ファン・レインが1637年に制作した絵画である。油彩。シュラフタ（ポーランド王国の貴族）の衣装をまとった男性を描いている。この人物の正体は不明であり、いくつかの異なる解釈が生れた。人物の服装が明らかにポーランド人であるという見解は一般的に賛成されているわけではなく、自画像であった可能性がある。絵画の所有者は何度か変わっており、過去の所有者にはロシア皇帝エカチェリーナ2世やアメリカ合衆国財務長官を務めた銀行家アンドリュー・メロンがいた。現在はワシントンD.C.のナショナル・ギャラリーに所蔵されている。

## 作品
肖像画は何人かの研究者によって45歳と推定されている男性を描いており、鑑賞者に対して右を向いて立ち、威圧的な表情で視聴者を見ている。胸の高さまで上げた右手には金色のキャップが被せられた元帥杖を持っている。男は濃い口ひげを生やしており、中央に宝石と紋章をあしらった金の鎖で飾った黒い毛皮の高い帽子を被っている。男の耳には大きなセイヨウナシの形をした真珠のペンダントが吊し下げられた金のイヤリングがついている。男は広い毛皮の襟が付いた赤褐色のマントを身にまとっており、その上から重い金の鎖を肩に掛けており、そこから豪華なペンダントにセットされた3つの馬の尻尾が右肩にぶら下がっている。左から十分な光が男の顔の右側に当たっている。背景は茶色がかった灰色である。
絵画はレンブラントによって1637年に制作された。正式な称号は与えられなかった。現在のタイトルは広く受け入れられている最新のものである。以前には『スラヴの王子の肖像』（Portrait of a Slav Prince）、『トルコ人の肖像』（Portrait d'un Turc）、『ロシアの衣装を着た男』（Man in Russian Costume）などがある。その信憑性は板絵の木材の分析結果によって裏づけられており、画家の『遺跡のある川の風景』（River Landscape with Ruins, 1650年）と同じく1635年頃に伐採された木材が使用されている。1985年に修復され、X線撮影による科学的調査を受けた。

### 研究
この作品は、一部の美術評論家によってトローニーと呼ばれる誇張された顔の表情を持つ絵画、または衣装を着たストックキャラクターとして分類された。例えばメリッサ・パーシヴァル（Melissa Percival）は、特にこの絵画では、鑑賞者はすべてが「絵画をあまり真剣に受け止めるべきではないという印象」を与える贅沢な毛皮のマント、一方に傾いた帽子、ふさふさした口ひげ、および同様の道具に気づくかもしれないと記している。
研究者たちは絵画に描かれた人物が誰なのか理解しようと1世紀以上にわたって試みてきた。ポーランド国王ヤン3世（1637年に8歳だった）あるいはステファン・バートリ（1586年に死去した）であるという以前の提案は疑問視されている。歴史学者オタカ・オドロジリークによると、画面の男は明らかにポーランドの服を着ているが、彼が誰なのか、ポーランド人であるかどうかは定かではない。オドロジリークの研究では、絵画が制作された当時、レンブラントが働いていたアムステルダムを通過したポーランドの貴族で外交官のアンジェイ・レイのものである可能性を示唆している。それにもかかわらず、オドロジリークが指摘したように、この事実を明確に認める当時の文書はなく、描かれた人物が実際に誰であるかは、決して確実には分からない可能性がある。
オドロジリークは、ほとんどの研究者はレンブラントが本物のポーランドの貴族を描いたことについて合意に達していると結論づけた（1963年）。彼は絵画のモデルになった人物がレンブラントの兄弟アドリアーン・ファン・レイン（Adriaen Harmenszn van Rijn）である可能性を示唆したクルツ・バウホの研究を引用したが、それはありそうもないと判断した。オドロジリークの記事の公開以来、別の見解が出されてきた。1979年に美術史家ケネス・クラークは理想化され「派手な衣装で着飾った」自画像であると述べた。メトロポリタン美術館のウォルター・リートケは2001年に黒い帽子がロシア製であるとし、マリーカ・デ・ウィンクル（Marieke de Winkel）は2006年に「この男をポーランド人とすることはできないが、しかしモスクワのボヤールとすることもできない」と主張した。ナショナル・ギャラリーは「おそらく特定の個人の肖像画ではない」と述べているが、レンブラント自身に非常に似ていることに言及し、次に自画像である可能性を示唆している。対象のあご肉があまりにも著しいという、自画像とすることへの反論の1つは、レンブラントが制作過程で絵画を修正したことを示すX線撮影を用いた分析によって対処された。

## 来歴
絵画の最初の所有者は不明だが、ある程度までヘルマン・ヴァン・スウォル（Harman van Swole）が所有していた可能性がある。オーストリア領ネーデルラントでマリア・テレジアの全権大使を務めたカルニオラの貴族ヨハン・カール・フィリップ・フォン・コベンツルの膨大なコレクションの一部であった。その後、1768年にコベンツルのコレクションをエカテリーナ2世が購入し、サンクトペテルブルクのエルミタージュ美術館に収蔵した。1931年にアンドリュー・メロンが購入し、1937年にアンドリュー・メロン教育慈善信託（The A.W. Mellon Educational and Charitable Trust）からナショナル・ギャラリーに寄贈された。本作品はメロンが1930年代にエルミタージュ美術館から購入した多くの芸術作品の1つであった。メロンは当時アメリカが大不況にあり、またソ連政府と対立していたために、これらの購入を数年間にわたって行ったことを否定した。作品はしばらくの間、ワシントンD.C.のコーコラン美術館の非公開セクションに保管されていた。